# ZRTP
ZRTP est un protocole de chiffrement pour les appels téléphoniques passés en VoIP.
ZRTP utilise l'échange de clés Diffie-Hellman et le protocole SRTP pour le chiffrement. Le protocole ZRTP peut aussi fonctionner sur différents types de réseaux téléphoniques (GSM, UMTS, ISDN, PSTN, SATCOM, UHF/VHF radio …).
Le protocole a été soumis à l'IETF par Philip Zimmermann, Jon Callas et Alan Johnston le 5 mars 2006.
Plusieurs applications pour smartphone utilisent ZRTP, tout comme le protocole de messagerie XMPP qui cherche à l'intégrer.
Le 28 décembre 2014, un article de Der Spiegel indique que le protocole ZRTP résistait aux attaques de la NSA en 2012.